# Ojáncana
En la mitología cántabra la ojáncana, jáncana o juáncana es la hembra del ojáncanu (que no su esposa), y al igual que él, un personaje sanguinario con el mismo aspecto aterrador, pero es aún más perverso, ya que sus víctimas eran los niños que se pierden por el bosque.
Posee similitudes con las lamias vascas, pero las supera en crueldad.
La tradición oral la representan como un ser de gran fuerza, cara chata y fea con dos penetrantes ojos, largos pechos que debe colgarse a la espalda cuando corre, y carece de barba. Tiene un largo cabello oscuro y alborotado, y de su boca sobresalen enormes y retorcidos dientes.
Al igual que el ojáncano, vivía en las cuevas lóbregas y profundas, sucias, desaliñadas y malolientes.
Su comida predilecta era la carne cruda, a poder ser de niño, sin despreciar cualquier alimento que pudiera robar, alimentándose también de boronas, leche o sangre, a excepción de la rámila o garduña, que odiaba y temía.
La reproducción de estos seres, ojáncanos y ojáncanas, es extremadamente peculiar dado que no se produce alumbramiento: cuando un ojáncanu está viejo, los demás lo matan, le abren el vientre para repartirse lo que lleve dentro y lo entierran bajo un roble, árbol junto al tejo con connotaciones míticas en Cantabria. Transcurridos nueve meses afloran del cadáver unos enormes y viscosos gusanos de color amarillo que dicen que olían a carne podrida y que durante tres años son amamantados por una ojáncana con la sangre que brota de sus grandes pechos, convirtiéndose posteriormente en ojáncanos y ojáncanas.
La mitología cántabra tienden a exagerar las características de las féminas para bien (anjana) o para mal (ojáncana). Mientras que las primeras representan la dulzura y bondad, las ojáncanas son la antítesis extrema de estas.